# SUPER JUNIOR-M
SUPER JUNIOR-M （スーパージュニア・エム）は、中華圏での活動を目的に結成されたSUPER JUNIORのユニット。SUPER JUNIORのメンバー5人と、SUPER JUNIOR-Mオリジナルメンバーである中国人のチョウミ、中国系カナダ人であるヘンリーの計7人で結成された。2008年4月に1stアルバム『迷 (Me)』をリリースし、デビュー。

## 概要
ユニット名の「M」は「中国標準語」のMandarin（マンダリン）を意味する。基本的に中国語で歌唱した楽曲を中心に活動している。
結成当初はハンギョン、チョウミ、ドンヘ、シウォン、リョウク、キュヒョン、ヘンリーの7人で活動していたが、ハンギョンのSUPER JUNIOR脱退後、2ndミニアルバム『太完美』の活動からソンミンとウニョクが合流した。
SUPER JUNIORのスペシャルアルバム『Devil』（2015年）の収録楽曲「每天 (Forever with You)」のレコーディングを最後に事実上の活動休止状態となっている。

## ディスコグラフィ

### 中華圏・韓国

#### ミニアルバム
- 1st『Super Girl』（2009年）
- 2nd『太完美』（2011年）
- 3rd『SWING』（2014年）

#### フルアルバム
- 1st『迷 (Me)』（2008年）
- 2nd『BREAK DOWN』（2013年）

#### OST
- 『華麗的獨秀 (S.O.L.O.)』- 台湾ドラマ「スキップ・ビート！ ～華麗的挑戦～」OST（2011年）
- 『我挺你 (Stand Up)』- 映画「忠烈楊家將」主題歌（2013年）

#### ミュージックビデオ
| 公開日 | 公開日  | 曲名                     | リンク |
| ------ | ------- | ------------------------ | ------ |
| 2009年 | 9月14日 | Super Girl (CHN ver.)    | Play   |
| 2009年 | 9月29日 | Super Girl (KOR ver.)    | Play   |
| 2009年 | 9月29日 | U (CHN ver.)             | Play   |
| 2009年 | 9月30日 | 迷 (Me)                  | Play   |
| 2009年 | 11月6日 | 到了明天 (Blue Tomorrow) | Play   |
| 2011年 | 2月28日 | 太完美 (CHN ver.)        | Play   |
| 2011年 | 2月28日 | 太完美 (KOR ver.)        | Play   |
| 2013年 | 1月7日  | Break Down               | Play   |
| 2014年 | 3月24日 | SWING (CHN ver.)         | Play   |
| 2014年 | 3月31日 | SWING (KOR ver.)         | Play   |

### 日本

#### ミニアルバム
- 『太完美 (Perfection)』（2011年8月24日）[2]

#### DVD
- 『SUPER JUNIOR-Mのゲストハウス』（2016年2月24日）

## 単独公演

### 2011 SUPER JUNIOR-M Fan Party "Perfection"
| 公演日 | 公演日  | 都市 | 開催地 | 会場         |
| ------ | ------- | ---- | ------ | ------------ |
| 2011年 | 6月6日  | 台北 | 台湾   | 国際会議場   |
| 2011年 | 8月16日 | 北京 | 中国   | 五棵松体育館 |

### 2013 SUPER JUNIOR-M Fan Party "Break Down"
| 公開日 | 公開日     | 都市     | 開催地 | 会場                         |
| ------ | ---------- | -------- | ------ | ---------------------------- |
| 2013年 | 1月19日    | 南京     | 中国   | 南京オリンピック体育センター |
| 2013年 | 2月16日    | バンコク | タイ   | サンダードーム               |
| 2013年 | 2月21~23日 | 台北     | 台湾   | 台湾大学体育館               |
| 2013年 | 2月24日    | 成都     | 中国   | 四川省体育館                 |
| 2013年 | 3月2日     | 上海     | 中国   | 上海グランドステージ         |
| 2013年 | 4月14日    | 北京     | 中国   | キャピタルインドアスタジアム |

## 受賞歴
- 2008年
  - 第5回 歌の王 アジアで最も人気のある新人グループ賞[3]
  - 第6回 東南勁爆音楽榜 最も人気のグループ賞、トップ10ゴールド音楽賞 :『迷 (Me)』[4]
  - 第9回 CCTV・MTV音楽盛典 中国最高の人気グループ賞[4]
  - 2008 星光大典 中国最高の人気グループ賞[4]
  - BQ2008红人榜获奖 今年のアジアグループ賞
  - 音樂風云榜新人盛典 中国最高の人気グループ賞、中国ベストアルバム賞 :『迷 (Me)』
- 2009年
  - MusicRadio China TOPランキング 中国キャンパス人気賞
  - 中国デジタルミュージックアワード 最優秀海外歌手賞
- 2010年
  - MusicRadio China TOPランキング 中国最高の人気グループ賞、中国トップ15のゴールデンメロディー賞 :『Super Girl』、中国ベストコンピレーション賞 :『Super Girl』
- 2011年
  - 香港ポップミュージックフェスティバル スーパーライジングスター賞、最優秀歌曲パフォーマンス賞、最優秀ステージパフォーマンス賞
  - 第1回 台湾ポップミュージックゴールドリスト 最も人気のあるグループ賞
  - 第17回 シンガポールゴールデンメロディーアワード 最優秀グループ賞
- 2013年
  - 第7回 百度沸点授賞式 (Baidu Awards) - 2013百度最高グループ賞[5]
- 2014年
  - 第14回 Top Chinese Music Awards (音乐风云榜) 最高人気グループ賞、最優秀ミュージックビデオ賞[6]
  - 第2回 音悦台 V-Chart Awards 今年のアルバム賞 (中国部門) :『BREAK DOWN』[7]
  - 2014 酷狗10周年音楽盛典 アジア最高グループ賞[8]